# Joe Bugner
Joe Bugner, geborener József Kreul Bugner (* 13. März oder 16. März 1950 in Szőreg, Ungarn), ist ein ehemaliger britisch-australischer Schwergewichtsboxer und Schauspieler ungarischer Herkunft.
Als er nach Australien auswanderte, kaufte er sich mit seiner Frau Marlene einen Weinberg. 1989 gab er diesen auf, nachdem er damit mehr als eine Million Australische Dollar verloren hatte. Er lebt heute in Brisbane, Australien in einem Pflegeheim.
Nach Angaben seines ältesten Sohnes Joe Jr. ist Bugner inzwischen so stark an Demenz erkrankt, dass er weder den Tod seiner Ehefrau realisiert hat, noch seinen Sohn wiedererkennt. Auch an seine Karriere als Boxer und seine Kämpfe erinnert sich Bugner nicht mehr.

## Boxkarriere
Sein Profidebüt 1967 verlor der Konterboxer Bugner 17-jährig durch K. o. gegen Paul Brown, einen Boxer mit nur einem Sieg aus vier Kämpfen. Dennoch galt er während seiner Karriere nicht als „Glaskinn“, er verlor bis 1987 nur noch ein Mal vorzeitig. Ein Jahr später konnte Bugner Paul Brown im Rückkampf in der vierten Runde ausknocken.
1969 trat Bugner in London gegen einen Boxer aus Trinidad und Tobago namens Ulric Regis an und gewann nach Punkten. Regis kollabierte nach dem Kampf und verstarb drei Tage später an einer Hirnverletzung.
Im selben Jahr erlitt Bugner gegen einen amerikanischen Rechtsausleger seine zweite Niederlage als Profi. Im Jahr 1970 besiegte er Brian London in dessen letztem Kampf und Chuck Wepner jeweils vorzeitig. 1971 schlug er im Alter von 21 Jahren Henry Cooper (damals 36 Jahre, 40 Siege, 13 Niederlagen) im Kampf um die Europameisterschaft knapp und umstritten nach Punkten. Cooper beendete daraufhin seine Karriere. Bugner verteidigte anschließend den Titel knapp nach Punkten gegen Jürgen Blin.
Schon im nächsten Kampf verlor er den Gürtel jedoch nach einer desolaten Leistung an den Rechtsausleger Jack Bodell. 1972 konnte er den Titel mit einem zweiten Sieg über Blin abermals erringen.
1973 verlor er in Nichttitelkämpfen gegen Muhammad Ali und Joe Frazier, die ihn jedoch beide nicht K. o. schlagen konnten. Frazier hatte ihn am Boden, Bugner kämpfte sich aber entschlossen zurück. Viele Briten betrachten diesen Kampf als eine seiner besten Leistungen.
Ein Jahr später schlug er den Ex-Mittelgewichtler und ehemaligen WBA-Weltmeister Jimmy Ellis. Dieser Sieg ermöglichte ihm am 30. Juni 1975 einen Weltmeisterschaftskampf gegen Ali. In dem in Malaysia stattfindenden Kampf versteckte er sich größtenteils hinter seiner Doppeldeckung und verlor nach fünfzehn Runden verdient nach Punkten.
Gegen Richard Dunn gelang ihm 1976 bei der Verteidigung seines Europameistertitels ein Erstrunden-K.-o. Als er dann aber 1977 Ron Lyle nach Punkten unterlag, zog er sich zeitweise vom Boxen zurück und bestritt bis 1982 nur einen weiteren Kampf. Bei seiner Rückkehr in den Ring trat er direkt gegen den schlagstarken Earnie Shavers an und unterlag schon in der zweiten Runde nach einem Abbruch wegen einer Platzwunde.
Trotz einiger Achtungserfolge ging es in der Folgezeit für ihn stetig sportlich bergab. Gegen Frank Bruno war er 1987 chancenlos und verlor vorzeitig. Nach der Niederlage gegen Bruno trat er zurück. Von 1995 bis 1998 absolvierte er noch neun weitere Kämpfe, in denen er unter anderem Bob Mirovic und den ebenfalls in die Jahre gekommenen James Smith schlagen konnte.

## Schauspielkarriere
Nebenbei startete Bugner eine Karriere als Schauspieler. In vier Produktionen spielte er zusammen mit Bud Spencer.
- 1977: Ich bin der Größte (The Greatest)
- 1978: Sie nannten ihn Mücke (Lo chiamavano Bulldozer)
- 1979: Der Große mit seinem außerirdischen Kleinen (Uno Sceriffo extraterrestre – poco extra e molto terrestre)
- 1979: Das Krokodil und sein Nilpferd (Io sto con gli ippopotami)
- 1981: Eine Faust geht nach Westen (Occhio alla penna)
- 1988: Barracuda (Fernsehproduktion)
- 1990: Sher Mountain Killings Mystery
- 1992: Fatal Bond – Das tödliche Prinzip Zufall
- 1992: A Country Practice (Fernsehserie, zwei Folgen)
- 1993: Time Trax – Zurück in die Zukunft (Time Trax, Fernsehserie, 1 Folge)
- 1994: Streetfighter – Die entscheidende Schlacht (Street Fighter)
- 1997: Conor, der Kelte (Fernsehserie, eine Folge) (Roar)
- 1999: Reise zum Mittelpunkt der Erde (Journey to the Center of the Earth)
- 2000: Pizza (Fernsehserie, eine Folge)
- 2000: Walk the Talk
- 2001: Die Verlorene Welt (The Lost World; Fernsehserie, 1 Folge)
- 2003: Gettin’ Square
- 2004: The New Boots
- 2004: The Baby Juice Express

2009 nahm er an der neunten Staffel der britischen Fernsehshow I’m a Celebrity … Get Me Out of Here! teil.